# يوكيتاكا أومي
يوكيتاكا أومي (باليابانية: 小見 幸隆) (15 ديسمبر 1952 في طوكيو في اليابان – )؛ هو لاعب كرة قدم ياباني سابق كان يلعب كلاعب وسط. سبق له أن لعب مع منتخب اليابان.

## وصلات خارجية
- يوكيتاكا أومي على موقع ناشيونال فوتبول تيمز (الإنجليزية)
- يوكيتاكا أومي على موقع عالم كرة القدم.نت (الإنجليزية)

- National Football Teams
- Japan National Football Team Database